# María Jesús Serrano Jiménez
María Jesús Serrano Jiménez, née le 24 novembre 1970 à Baena, est une avocate et femme politique espagnole membre du Parti socialiste ouvrier espagnol (PSOE).
Elle est élue députée de la circonscription de Cordoue lors des élections générales de décembre 2015.

## Biographie

### Un long parcours universitaire
María Jesús Serrano suit des études de droit entre 1988 et 1993 à l'université de Cordoue où elle obtient sa licence puis devient avocate de formation. Elle réalise un master en création et formation d'entreprises de 2001 à 2002 à l'École de l'organisation industrielle basée à Séville. Entre 2005 et 2006, elle obtient un deuxième master en prévention et traitement des conduites addictives dans le domaine légal à l'université de Valence. Elle se spécialise en 2008 lorsqu'elle suit un cursus en planification et gestion urbanistique au Centre des études municipales de la coopération internationale dépendant de la députation provinciale de Grenade.
Elle travaille dans l'administration de la mancomunidad de Guadajoz et Campiña Este de Cordoue.

### Un début de carrière local
Elle est candidate sur les listes du sénateur-maire socialiste Luis Moreno Castro lors des élections municipales de mai 2007 dans la petite ville de Baena. Élue, elle est nommée deuxième adjointe au maire chargée de l'Urbanisme, de l'Environnement et du Tourisme. À partir de 2008, elle assume la gestion des projets européens Baniana I et Baniana II relatifs à la restauration du centre historique de la commune.
Elle intègre une nouvelle fois la liste de Luis Moreno lors du scrutin municipal de mai 2011. La liste du maire sortant remporte le soutien de 5 077 électeurs (45,72 %) et obtient dix mandats de conseillers municipaux soit un de moins que la majorité absolue des vingt-et-un membres du conseil. Celui-ci renonce alors à un nouveau mandat dans le but de faciliter un accord avec Izquierda Unida qui dispose de quatre mandats et désigne María Jesús Serrano pour le remplacer. Durant son mandat de maire, elle occupe les fonctions de vice-présidente de la comarque Guadajoz et Campiña Este de Cordoue et met en place un système pionnier consistant en l'achat par la mairie du logement des personnes expulsées en échange d'un loyer solidaire leur épargnant de se retrouver à la rue.

### Nommée au gouvernement régional
À la suite de l'accession de Susana Díaz à la présidence de la Junte d'Andalousie, María Jesús Serrano est appelée par la nouvelle cheffe du gouvernement régional pour prendre en charge le département de l'Environnement et de l'Organisation du territoire en remplacement de Luis Planas. Elle démissionne de ses responsabilités de première édile de Baena, pour lesquelles elle est remplacée par Jesús Rojano. Elle fait de la création d'emplois liés à l'environnement, de l'amélioration de la qualité de l'eau et du droit à l'accès à l'information en matière d'environnement les priorités de son action,. En octobre 2014, elle dépose un projet de loi modifiant la loi d'organisation urbanistique d'Andalousie (LOUA) et permettant la régularisation de près de 25 000 logements construits illégalement sur des parcelles non constructibles dans le but que ceux-ci aient accès à l'eau et à l'électricité. Au mois de novembre suivant, elle promeut une gestion publique de l'eau comme « garantie du bien-être » dans le but que l'accès à cette ressource « ne devienne jamais un motif d'exclusion sociale » et dévoile un plan de plus de cent infrastructures spécialisées.
Le 26 janvier 2015, Susana Díaz annonce la tenue d'élections régionales anticipées pour le 22 mars suivant ainsi que le renvoi des trois conseillers d'Izquierda Unida du gouvernement andalou, ce qui débouche sur un remaniement dans lequel María Jesús Serrano assume temporairement les fonctions de conseillère à l'Équipement et au Logement précédemment occupées par la Cordouane Elena Cortés. Elle se met à disposition du parti et des militants qui « doivent décider qui va sur les listes et qui n'y va pas » dans le cadre du processus interne d'élaboration des candidatures au Parlement d'Andalousie. Elle est finalement investie en deuxième position derrière le secrétaire provincial socialiste Juan Pablo Durán dans la circonscription autonomique de Cordoue.
La liste du PSOE arrive en tête dans la circonscription en remportant cinq mandats sur les douze à pourvoir permettant à María Jesús Serrano d'entrer au Parlement. Elle siège alors à la commission du Règlement et à celle de la Justice et de l'Intérieur dont elle est porte-parole. Elle est relevée de ses fonctions gouvernementales à la suite de l'investiture de Susana Díaz pour un deuxième mandat en juin 2015 et de la formation d'un nouvel exécutif. Elle devient alors porte-parole adjointe du groupe parlementaire socialiste auprès de Mario Jiménez.

### Le saut à la politique nationale
Au terme d'un processus interne de primaires, elle est investie tête de liste du parti dans la circonscription de Cordoue en vue des élections générales de décembre 2015. Au soir du scrutin, la liste qu'elle conduit arrive en première position après avoir recueilli le soutien de 149 851 électeurs (32,04 %) et obtenu deux des six mandats en jeu. Élue au Congrès des députés avec son collègue Antonio Hurtado Zurera, elle démissionne du Parlement andalou ; puis intègre la commission de l'Agriculture, de l'Alimentation et de l'Environnement en tant que porte-parole adjointe et celle du Suivi et de l'Évaluation des accords du Pacte de Tolède en tant que deuxième vice-présidente. 
Elle est réélue à la suite du scrutin législatif anticipé de juin 2016 et devient porte-parole à la commission de la Santé et des Services sociaux. Après le tumultueux comité fédéral du 1er octobre 2016 qui approuve l'abstention des socialistes dans le but de laisser Rajoy former son deuxième gouvernement après un an de blocage et voit la chute de leur chef Pedro Sánchez, elle est désignée par le très puissant PSOE d'Andalousie pour le représenter au sein de la direction provisoire dirigée par le président des Asturies Javier Fernández. Au niveau parlementaire, cette nouvelle position lui permet d'entrer à la députation permanente du Congrès et comme porte-parole à la commission constitutionnelle. Ses responsabilités au sein de la direction provisoire prennent fin avec la tenue du 39e congrès fédéral du PSOE qui voit une nouvelle victoire de Sánchez.
Proche de Susana Díaz, elle est choisie par celle-ci pour devenir la numéro trois de la fédération andalouse du PSOE à partir du congrès de juillet 2017 et devient responsable du domaine de la politique municipale, au détriment de Rafaela Crespín.